# Ujung Padang (Padangsidimpuan Selatan)
Ujung Padang is een bestuurslaag in het regentschap Padang Sidempuan van de provincie Noord-Sumatra, Indonesië. Ujung Padang telt 10.040 inwoners (volkstelling 2010).